# План бекства
План бекства (енгл. Escape Plan) је амерички акциони трилер који је режирао Микаел Хофстрјом. Филм је први пут приказан 9. октобра 2013. године на Филипинима, а 18. октобар 2013. у САД.

## Радња
Стручњак за безбедност нађе се затворен у затвору који је сам дизајнирао. Он ће морати да употреби сво своје стручно искуство како би побегао и сазнао ко му је сместио.
Реј Бреслин је водећи експерт за затворе, за њихову изградњу, безбедност и што је најважније, побегне из њих. Добро зарађује осмишљавајући стварне бегове из најсигурнијих институција. Међутим, када Реј и његови сарадници из компаније B & C безбедности, Абигејл, Хаш и Лестер добију двоструко вишу понуду да би оценили Гробницу, приватни затвор изграђен према посебно строгом протоколу, Бреслин не може да одоли изазову. Локација затвора је потпуно тајна, а Бреслин неће моћи на било који начин да ступи у контакт са својим тимом. Нашавши се у бескрајном лавиринту стаклених ћелија под сталним видео надзором окружен врхунски наоружаним маскираним чуварима, он схвата да само мистериозни снагатор Емил Ротмајер може да му помогне.

## Улоге
| Глумац              | Улога         |
| ------------------- | ------------- |
| Силвестер Сталоне   | Реј Бреслин   |
| Арнолд Шварценегер  | Емил Ротмајер |
| Џејмс Кавизел       | Управник Хобс |
| Кертис Џејмс Џексон | Хаш           |
| Вини Џоунс          | Дрејк         |
| Винсент Д' Онофрио  | Лестер Кларк  |
| Ејми Рајан          | Абигејл       |
| Сем Нил             | Др Кајри      |
| Грејем Бекел        | Бримс         |